# Maria von Teck

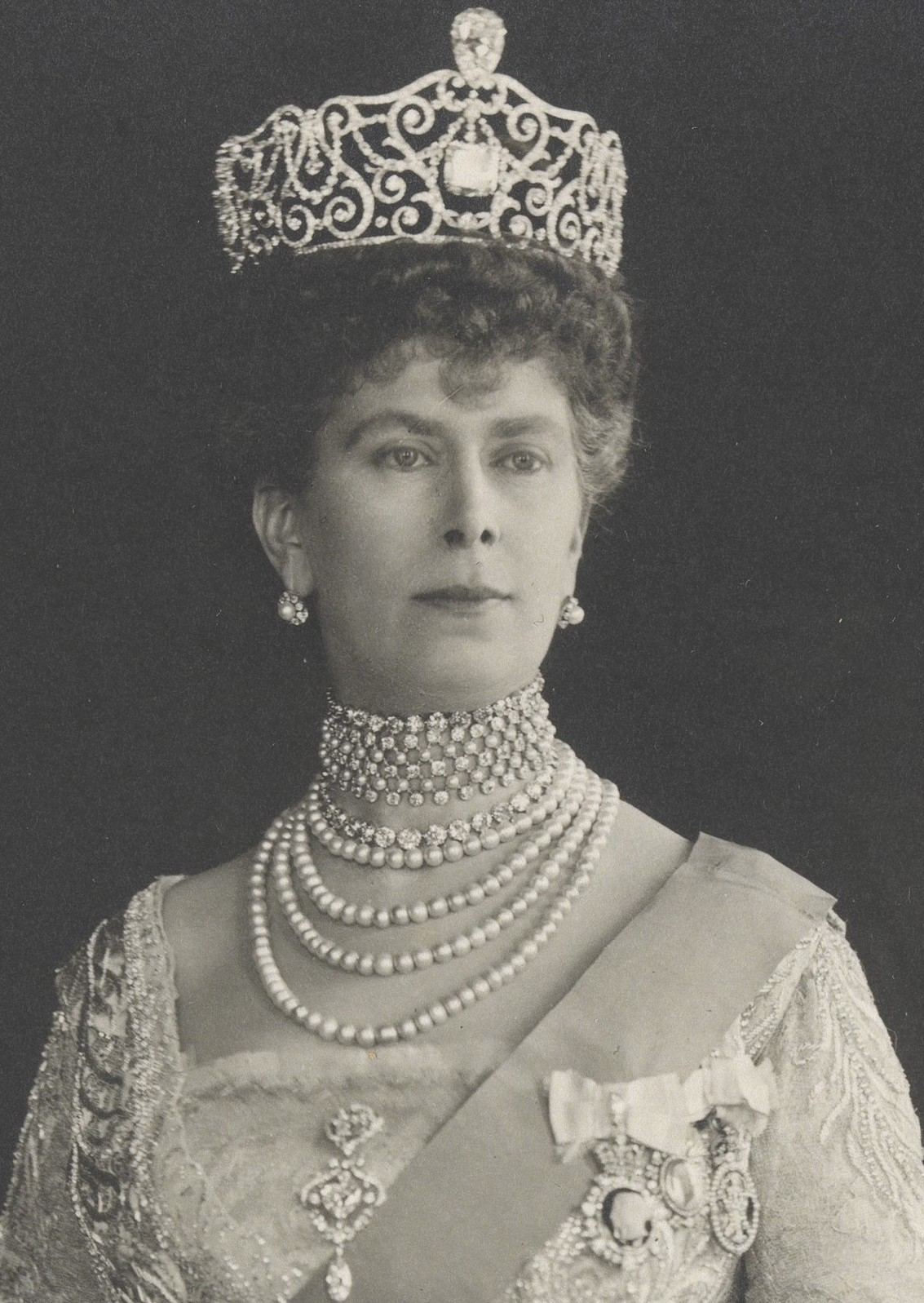
Königin Mary um 1912 (formelles Porträtfoto von John Thomson)

Maria von Teck (englisch Mary of Teck; gebürtig Her Serene Highness Princess Victoria Mary Augusta Louise Olga Pauline Claudine Agnes of Teck; * 26. Mai 1867 im Kensington Palace, London; † 24. März 1953 in Marlborough House, London) war die Ehefrau des britischen Königs Georg V.
Von 1910 bis 1936 war sie Queen Consort des Vereinigten Königreichs von Großbritannien und Irland (ab 1927 Nordirland) sowie Kaiserin (Empress Consort) von Britisch-Indien. Nach dem Tod ihres Ehemanns 1936 erhielt sie den offiziellen Titel Queen Dowager („Königinwitwe“), den sie aber nicht annahm.

## Herkunft und Kindheit

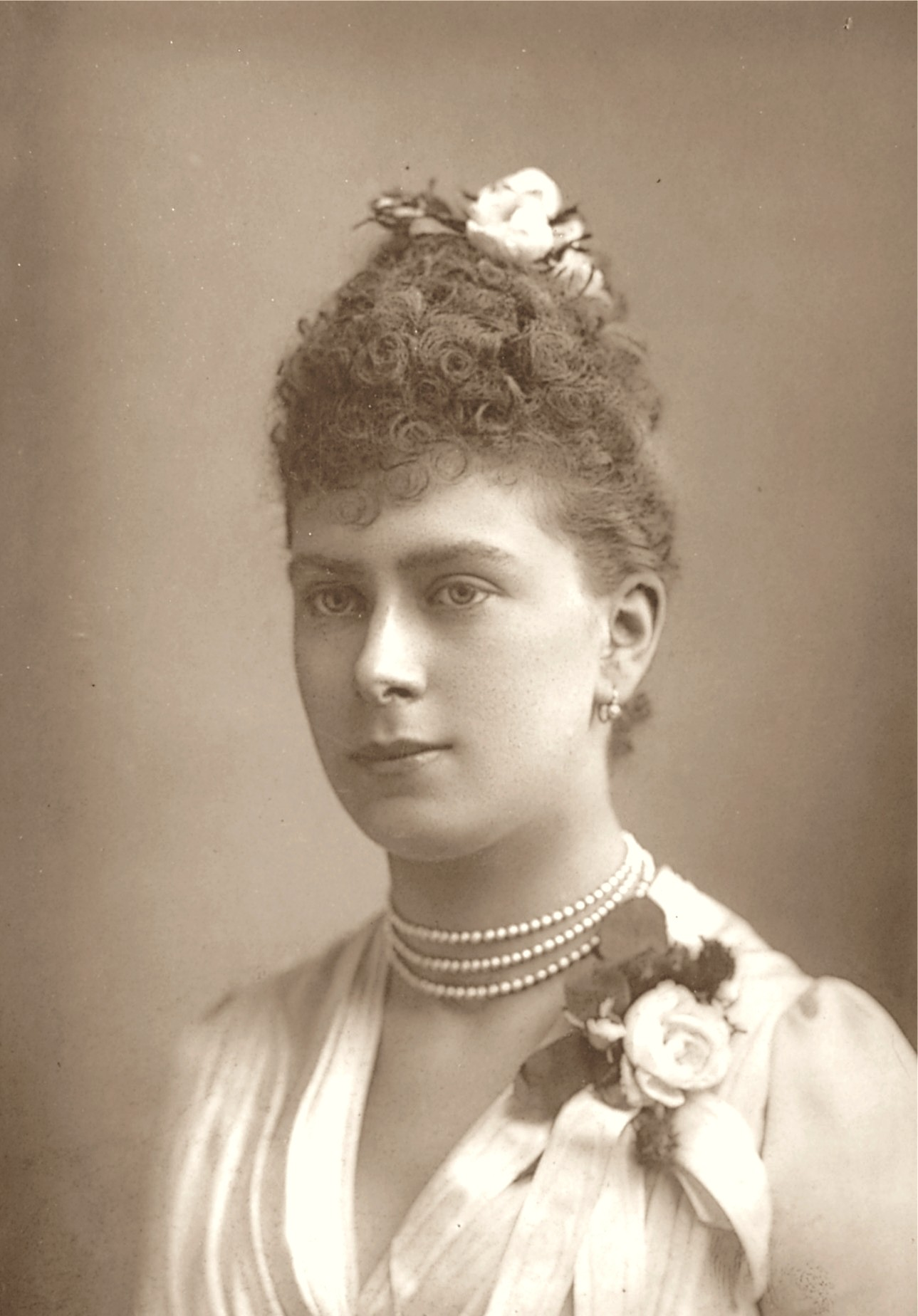
Maria von Teck (1889)

Mary, Maria von Teck, wurde 1867 als erstes Kind des deutschstämmigen Herzogs Franz von Teck und seiner Ehefrau Mary Adelaide of Cambridge im Kensington Palace in London geboren. Ihre Mutter war eine Enkelin Georgs III. und Cousine der regierenden britischen Königin Victoria, womit Mary einer nicht regierenden Nebenlinie (Teck/Cambridge-Familie) des britischen Königshauses entstammte. Am 27. Juli 1867 wurde Mary vom Erzbischof von Canterbury, Charles Longley, in der Chapel Royal des Kensington-Palastes getauft.
Die im Familienkreis nach ihrem Geburtsmonat Princess May genannte Prinzessin wurde zeitgemäß von ihrer Mutter und einer Gouvernante erzogen. Ihre Eltern erhielten wegen ihrer nicht standesgemäßen Ehe (morganatische Ehe) eine relativ geringe Apanage, dennoch lebten sie verschwenderisch. Wegen finanzieller Schwierigkeiten wohnten sie mit ihren Kindern zwischen 1883 und 1885 bei Verwandten im Ausland. Während eines Aufenthalts in Florenz entwickelte Mary Interesse an Kunst, Kultur und Geschichte.

## Ehe und Nachkommen

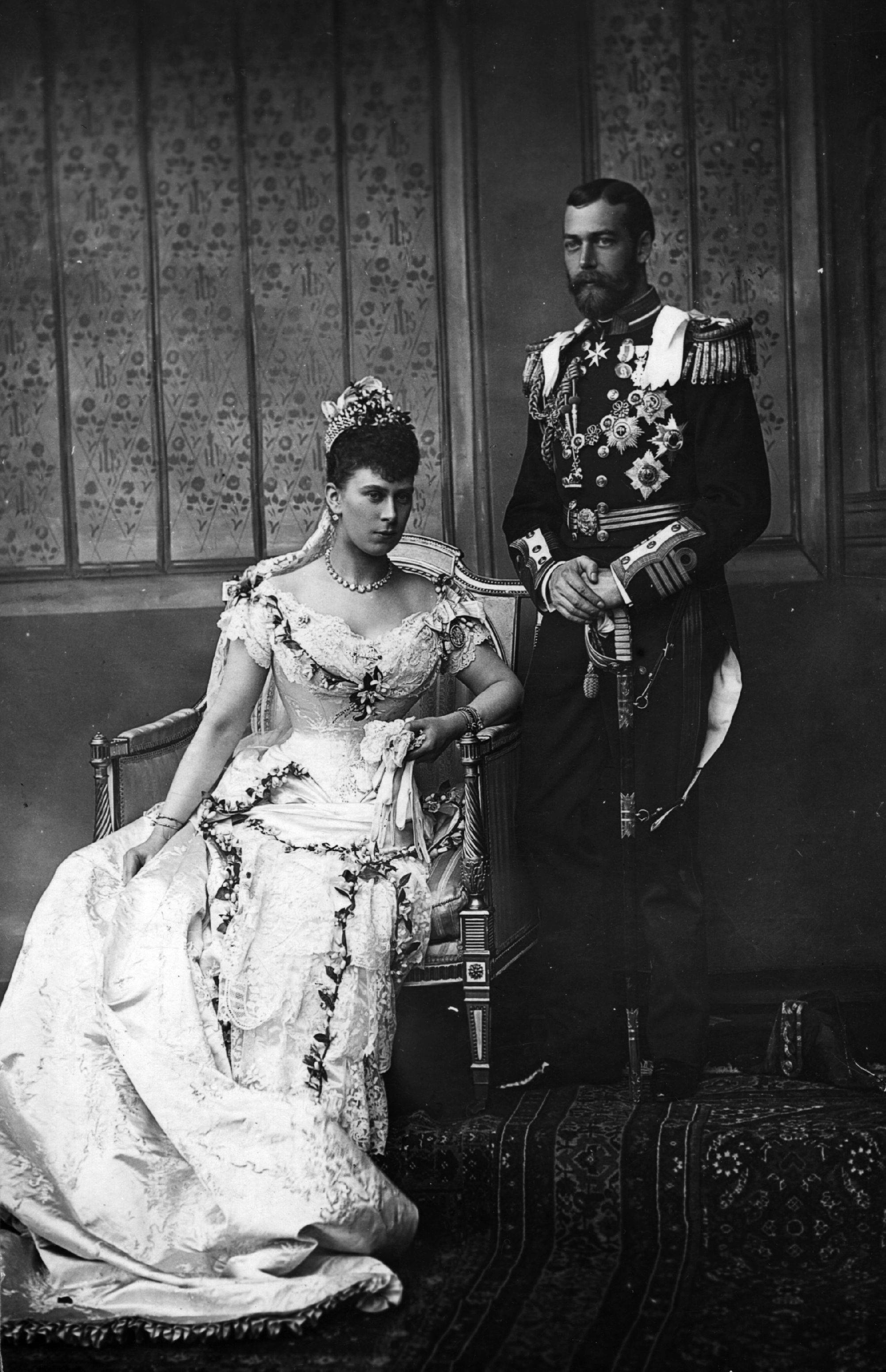
Das Brautpaar am Tag der Hochzeit (1893)

Durch die morganatische Abstammung ihres Vaters war Mary eine hochrangige Heirat eigentlich verwehrt. Doch hielt Königin Victoria, ihre Patentante, sie für eine geeignete künftige Königin, weshalb sie die Verlobung Marys mit ihrem Enkel, dem ältesten Sohn des Prince of Wales, Prinz Albert Victor, Duke of Clarence and Avondale, arrangierte. Diese wurde im Dezember 1891 offiziell verkündet, aber am 14. Januar 1892 starb Albert Victor an einer Lungenentzündung.
Auf Wunsch der Königin heiratete Mary am 6. Juli 1893 den jüngeren Bruder des Verstorbenen, Prinz George, Duke of York, in der Chapel Royal des St James’s Palace. Die Brautleute waren durch ihre gemeinsame Abstammung von Georg III. Neffe und Tante dritten Grades. Durch die Heirat erhielt Mary den Höflichkeitstitel Duchess of York sowie das Prädikat Her Royal Highness („Ihre königliche Hoheit“). Als Residenzen wurden dem Paar ein Apartment im St. James’s Palace und York Cottage auf dem Landsitz Sandringham House zugewiesen. Obwohl die Verbindung arrangiert war, entwickelte sich zwischen Georg und Mary ein Liebesbund. Sie war ihrem Ehemann eine verlässliche Stütze, und Georg blieb seiner Frau zeitlebens treu verbunden.
Sie hatten sechs Kinder:
- Edward, Prince of Wales (* 23. Juni 1894, † 28. Mai 1972), als Eduard VIII. 1936 König, nach seiner Abdankung Duke of Windsor ⚭ Wallis Simpson
- Albert, Duke of York (* 14. Dezember 1895, † 6. Februar 1952), als Georg VI. von 1936 bis 1952 König ⚭ Elizabeth Bowes-Lyon
- Maria, Princess Royal (* 25. April 1897, † 28. März 1965) ⚭ Henry Lascelles, 6. Earl of Harewood
- Henry, Duke of Gloucester (* 31. März 1900, † 10. Juni 1974) ⚭ Alice Montagu-Douglas-Scott
- George, Duke of Kent (* 20. Dezember 1902, † 25. August 1942) ⚭ Marina von Griechenland und Dänemark
- John (* 12. Juli 1905, † 18. Januar 1919)

Über Marys Mutterliebe herrschte geteilte Meinung. Einerseits trennte sie ihren jüngsten Sohn, John, von seinen Geschwistern und versteckte ihn vor der Öffentlichkeit, weil sie sich seiner Epilepsie schämte – er wurde als „Monsterkind“ bezeichnet, unter Hausarrest gehalten und starb früh –, andererseits unterrichtete sie ihre Kinder persönlich in Geschichte und Musik. Ihr ältester Sohn, Eduard, berichtete von ihr als liebende Mutter. Sie versuchte vergeblich, ihn von seiner Abdankung abzubringen. Ihr zweiter Sohn, der spätere König Georg VI., entwickelte sich durch den harten Druck seines Vaters zu einem scheuen, stotternden Mann.

## Princess of Wales

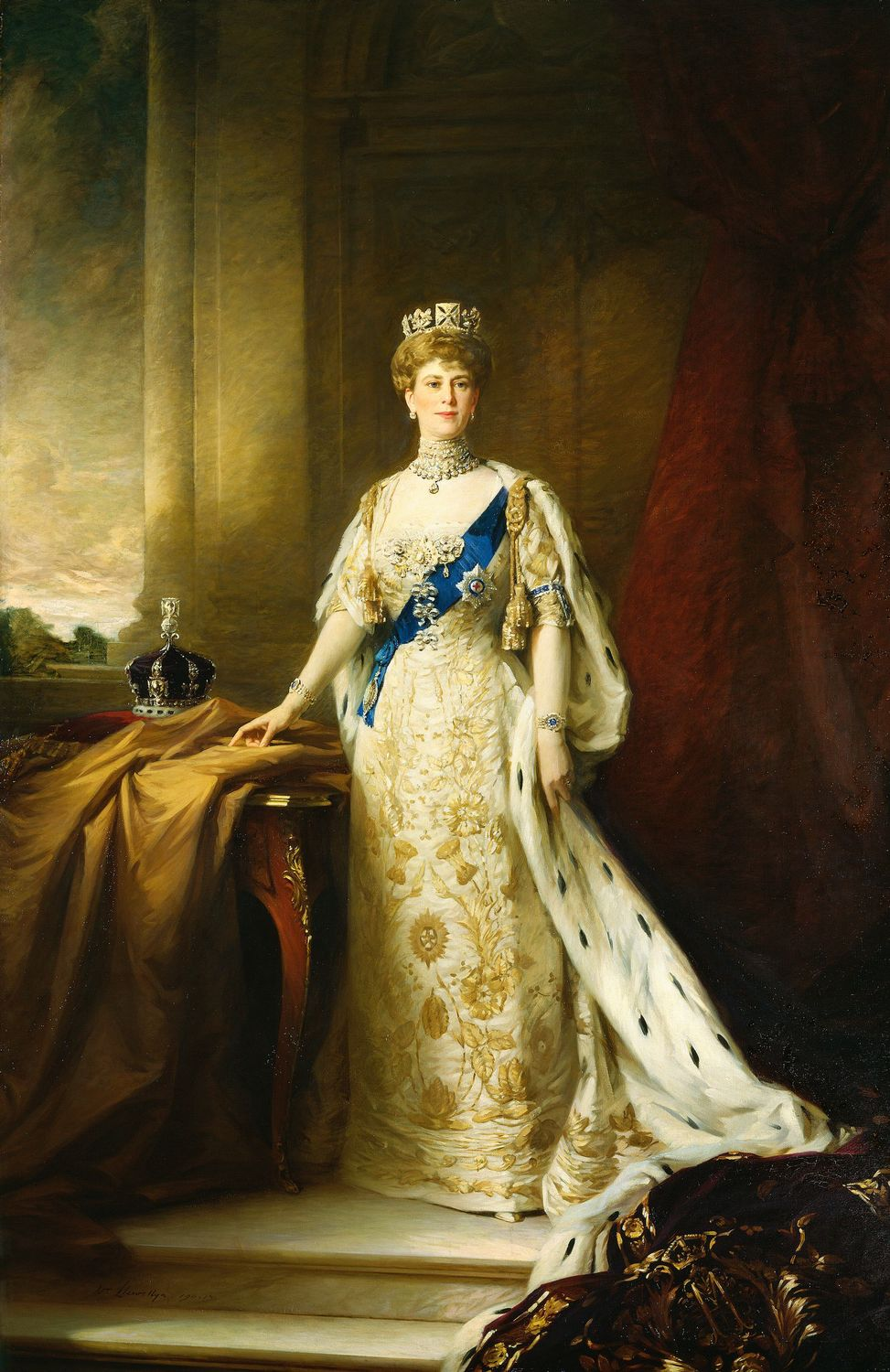
Krönungsporträt des Malers William Llewellyn (1911)

Nach dem Tod Victorias am 22. Januar 1901 wurde Eduard VII., der Vater von Marys Ehemann, König. In seinem Namen begaben sich Georg und Mary, das neue Kronprinzenpaar, auf eine mehrmonatige Reise durch das Britische Empire, die sie über Gibraltar, Malta, Port Said, Aden, Ceylon, Mauritius und Singapur nach Australien, Neuseeland, Kanada, Neufundland und in die Kapkolonie führte. Georg und Mary nahmen Glückwünsche für den neuen König entgegen und dankten den Dominions für deren Unterstützung während des Zweiten Burenkriegs. Am 9. November 1901 erhielt Georg den Titel Prince of Wales, Mary wurde dadurch Princess of Wales.
Mary begleitete ihren Ehemann 1904 nach Österreich-Ungarn, in das Königreich Württemberg und auf eine achtmonatige Reise durch Britisch-Indien von Oktober 1905 bis Mai 1906. Sie besuchten die Hochzeit des spanischen Königs Alfons XIII. mit Victoria Eugénie von Battenberg (am 17. Mai 1906) und die Krönung des norwegischen Königs Haakon VII. (am 22. Juni 1906).

## Königin und Kaiserin
Am 6. Mai 1910 trat Marys Ehemann als Georg V. die Thronfolge an; am 22. Juni 1911 wurden sie gekrönt. Ihre erste Reise in der Eigenschaft als Kaiserliches Paar führte sie nach Britisch-Indien. Dort nahm sie mit ihrem Mann im Dezember 1911 als einzige britische Monarchin an einem Delhi Durbar teil.
Zu Auseinandersetzungen kam es mit ihrer Schwiegermutter und Vorgängerin, Königin Alexandra, die beim Begräbnis Eduards VII. den Vortritt verlangte, aus dem Buckingham-Palast nur zögerlich auszog und zudem einen Teil der Kronjuwelen behielt, die sie der neuen Königin hätte abtreten müssen.
Am 6. Mai 1935 feierte das Königspaar sein silbernes Thronjubiläum. Gleichwohl war der König, ein starker Raucher, zu dieser Zeit schon krank. Er starb am 20. Januar 1936.

## Königinwitwe

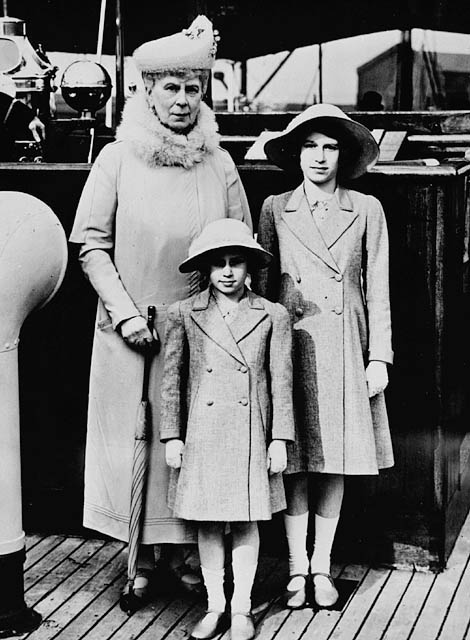
Königinwitwe Mary und ihre Enkeltöchter Margaret (Mitte) und Elisabeth (rechts), 1939

Eduard VIII., als bisheriger Kronprinz nun Nachfolger seines Vaters und von seiner Mutter anfangs unterstützt, schockierte das Königreich mit seinem Wunsch, die Bürgerliche Wallis Simpson zu heiraten. Mary lehnte es ab, sie zu empfangen. Eduard dankte ab, und Marys zweitältester Sohn wurde stattdessen als Georg VI. gekrönt. Dabei stand sie ihm mit moralischer Unterstützung zur Seite und organisierte nicht nur die Krönung des jungen Königspaars, sondern nahm auch, als erste Witwe eines britischen Königs überhaupt, daran teil.
Im Zweiten Weltkrieg ließ der König seine Mutter in Sicherheit bringen; sie kam seinem Wunsch widerstrebend nach und zog zu ihrer Nichte Mary, Duchess of Beaufort, der Tochter ihres Bruders Adolphus. Sie fiel ihm jedoch ziemlich zur Last: So ließ sie unter anderem von deren Wohnsitz Badminton House den Efeu entfernen, weil sie ihn als hässlich und als Gefahr für die Gesundheit empfand. 
1952 starb Georg VI., und ihre Enkelin Elisabeth wurde Königin. Da der Titel Queen Mother nun an deren Mutter, Marys Schwiegertochter Elizabeth Bowes-Lyon, überging, erhielt Mary zur besseren Unterscheidung den Titel Dowager Queen Mother (Witwen-Königinmutter), den sie aber nicht annahm. Mary starb vor der Krönung Elisabeths im Alter von 85 Jahren. Ihr letzter Wunsch war es, dass ihr Tod die Krönungsfestlichkeiten nicht stören sollte.

## Ehrungen

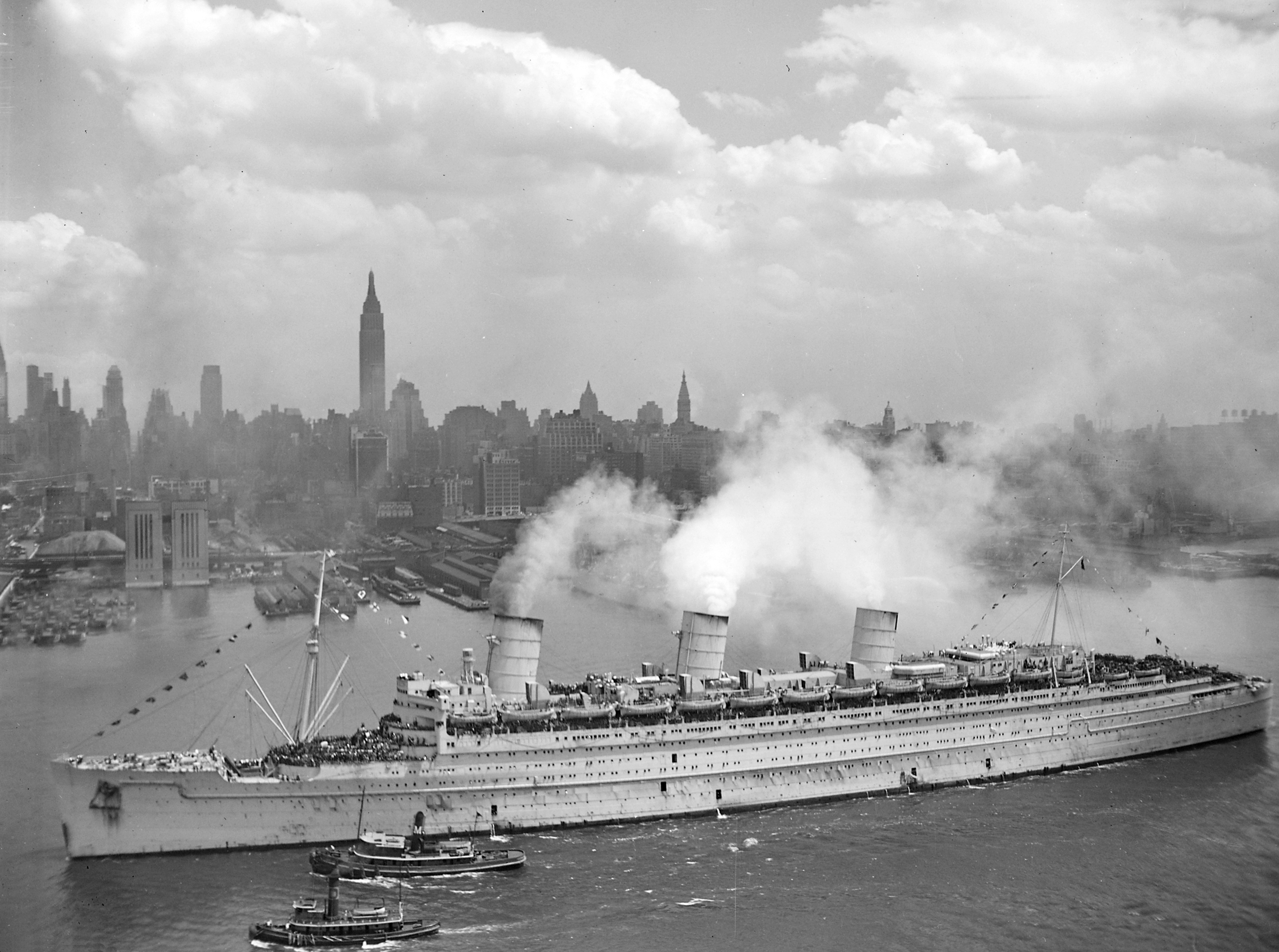
Einfahrt der Queen Mary im Hafen von New York am 20. Juni 1945

Im Jahr 1934 sollte ein neuer Passagierdampfer der Cunard Line auf den Namen Victoria getauft werden. Als man König George V. mitteilte, das Schiff auf den Namen von „Britanniens größter Königin“ taufen zu wollen, soll er entgegnet haben, seine Frau werde sich sehr geehrt fühlen. Danach blieb der Reederei nichts anderes übrig, als das Schiff nach Mary statt nach Victoria zu benennen; siehe Queen Mary sowie Queen Mary 2.
Bereits 1913 war nach ihrem Namen der Schlachtkreuzer Queen Mary benannt worden, der jedoch schon 1916 in der Skagerrakschlacht versenkt wurde.
Nach Mary ist das Königin-Marie-Land in der Antarktis benannt. Queen Mary zählte über Jahrzehnte zur Förderin der Governesses’ Benevolent Institution, einer Hilfsorganisation für in Notlagen geratene Gouvernanten. Auch ein Altersheim dieser Organisation wurde nach ihr benannt.
Von Sir Edwin Lutyens wurde in den 1920er-Jahren zu ihrer Erinnerung Queen Mary’s Dolls’ House ins Leben gerufen.
Ihr ist im Tafelservice berühmter Frauen von Vanessa Bell und Duncan Grant von 1934 ein Teller gewidmet.

## Wappen und Titulatur (Style)

Wappen der Queen Mary

- 26. Mai 1867 bis 6. Juli 1893: Her Serene Highness Princess Mary of Teck
- 6. Juli 1893 bis 22. Januar 1901: Her Royal Highness The Duchess of York
- 22. Januar 1901 bis 9. November 1901: Her Royal Highness The Duchess of Cornwall and York
- 9. November 1901 bis 6. Mai 1910: Her Royal Highness The Princess of Wales
- 6. Mai 1910 bis 20. Januar 1936: Her Majesty The Queen
  - 6. Mai 1910 bis 20. Januar 1936:  Her Imperial Majesty The Queen-Empress (für Indien)
- 20. Januar 1936 bis 24. März 1953: Her Majesty Queen Mary
  - 20. Januar 1936 bis 14. August 1947: Her Imperial Majesty The Queen-Empress Dowager (für Indien)

## Orden und Ehrenzeichen
| Jahr | Staat                  | Orden/Ehrenzeichen                                 | Klasse                                                |
| ---- | ---------------------- | -------------------------------------------------- | ----------------------------------------------------- |
| 1889 | Vereinigtes Königreich | Order of the Crown of India                        | Companion                                             |
| 1893 | Vereinigtes Königreich | Royal Order of Victoria and Albert                 | I. Klasse                                             |
| 1894 | Portugal               | Ordem Real de Santa Isabel                         | Dame                                                  |
| 1902 | Vereinigtes Königreich | Royal Family Order of King Edward VII              | Dame                                                  |
| 1902 | Äthiopien              | Orden des Sterns von Äthiopien                     | Großkreuz                                             |
| 1904 | Österreich-Ungarn      | Elisabeth-Orden                                    | Großkreuz                                             |
| 1905 | Japan                  | Orden der Edlen Krone                              | Großkreuz                                             |
| 1905 | Persien                | Sonnenorden                                        | Dame                                                  |
| 1906 | Dänemark               | Goldenes Hochzeitsabzeichen                        |                                                       |
| 1906 | Spanien                | Real Orden de Damas Nobles de la Reina María Luisa | Dame                                                  |
| 1907 | Preußen                | Königlich Preußischer Louisenorden                 | I. Klasse                                             |
| 1909 | Russland               | Orden der Heiligen Großmärtyrerin Katharina        | I. Klasse                                             |
| 1911 | Vereinigtes Königreich | Order of the Star of India                         | Knight Grand Commander                                |
| 1916 | Serbien                | Orden des Karađorđe-Sterns                         | I. Klasse                                             |
| 1917 | Vereinigtes Königreich | Order of the British Empire                        | Dame Grand Cross                                      |
| 1919 | Königreich Italien     | Rotkreuz-Medaille                                  |                                                       |
| 1919 | Rumänien               | Rotkreuz-Medaille                                  |                                                       |
| 1926 | Vereinigtes Königreich | Order of Saint John                                | Dame Grand Cross                                      |
| 1927 | Frankreich             | Légion d’honneur                                   | Großkreuz                                             |
| 1927 | Ägypten                | Nishan al-Kamal                                    | I. Klasse mit Brillianten                             |
| 1928 | Afghanistan            | Orden der Höchsten Sonne                           | Collane                                               |
| 1932 | Äthiopien              | Orden der Königin von Saba                         | Großkreuz                                             |
| 1935 | Jugoslawien            | St.-Sava-Orden                                     | Großkreuz                                             |
| 1936 | Vereinigtes Königreich | Order of the British Empire                        | Grand Master and First and Principal Dame Grand Cross |
| 1936 | Vereinigtes Königreich | Royal Victorian Order                              | Dame Grand Cross                                      |
| 1937 | Vereinigtes Königreich | Royal Family Order of King George VI               | Dame                                                  |
| 1937 | Vereinigtes Königreich | Royal Victorian Chain                              |                                                       |
| 1938 | Griechenland           | Orden der Heiligen Olga und der Heiligen Sophia    | I. Klasse                                             |
| 1939 | Rumänien               | Orden der Krone von Rumänien                       | Großkreuz                                             |
| 1952 | Vereinigtes Königreich | Royal Family Order of Queen Elizabeth II           | Dame                                                  |